# Willerwald
Willerwald är en kommun i departementet Moselle i regionen Grand Est (tidigare regionen Lorraine) i nordöstra Frankrike. Kommunen ligger i kantonen Sarralbe som tillhör arrondissementet Sarreguemines. År 2022 hade Willerwald 1 519 invånare.

## Befolkningsutveckling
Antalet invånare i kommunen Willerwald
| Referens: INSEE |